# Victor Schelstraete
Victor Schelstraete (Oostende, 14 januari 1996) is een Belgisch bokser.

## Levensloop
Schelstraete is afkomstig uit Mariakerke. In 2017 was hij betrokken bij een vechtpartij in dancing Kokorico te Zomergem. Hierbij kreeg hij twee messteken in zijn onderrug.
In 2021 behaalde hij brons bij de cruisergewichten op het WK voor amateurs in het Servische Belgrado. Hij verloor in de halve finale van de Braziliaan Keno Machada. Hij behaalde hiermee de eerste Belgische WK-medaille ooit in het amateurboksen.
Begin juni 2024 op een kwalificatietoernooi in Thailand wist Schelstraete zich te plaatsen voor de Olympische Zomerspelen van Parijs. Zijn eerste kamp in de achtste finales tegen de Samoaan Ato Plodzicki-Faoagali won hij er overtuigend. In de kwartfinales verloor de Belg tegen de Spanjaard Enmanuel Reyes Pla, waardoor hij op de Spelen op een achtste plaats eindigde.

In 2024 nam hij deel aan De Slimste Mens ter Wereld.